# Jean Francisque Coignet
Jean Francisque Coignet (Saint-Étienne, 10 mars 1837 - Saint-Étienne, 18 juin 1902) est un ingénieur des mines français qui fut conseiller étranger au Japon pendant l'ère Meiji. Il est surtout célèbre pour avoir modernisé la mine d'argent d'Ikuno près de Kobé.

## Biographie
Coignet est diplômé de l'école technique de Saint-Étienne. Pendant la ruée vers l'or en Californie (1848-1855), il voyagea aux États-Unis.
En 1867, il fut embauché par la famille Shimazu du domaine de Satsuma pour développer l'extraction minière du domaine. En 1868, il passa sous le patronage du shogunat Tokugawa, qui lui demanda de moderniser la mine d'argent d'Ikuno et d'y introduire les techniques occidentales de creusement des tunnels et celle de la dynamite. Avec la restauration de Meiji, il passa sous le patronage du gouvernement de Meiji, qui reconnut très vite la nécessité de développer de nouvelles mines et de mettre à niveau les mines existantes pour augmenter la production minière. 
En 1874, il publia Note sur la richesse minérale du Japon. Coignet quitta le Japon en janvier 1877 après avoir passé 10 ans dans ce pays. Il meurt dans sa ville natale de Saint-Étienne en 1902 à l'âge de 65 ans.